# Dom Inocêncio
Dom Inocêncio is een gemeente in de Braziliaanse deelstaat Piauí. De gemeente telt 10.795 inwoners (schatting 2009).